# Ян Гуан
Ян Гуан (кит. трад.: 楊廣; піньїнь: Yang Guang), тронне ім'я Ян-ді (569 — 11 березня 618) — другий імператор китайської династії Суй, другий син імператора Веня. Роки правління: 604 — 617. В історичній літературі найчастіше вживається ім'я Суй Янді (隋煬帝) — Суйський імператор Ян.
Також відомий під іменами Їн (кит.: 英), Амо (кит.: 阿摩), а також імператор Мін (кит.: 明帝) в часи короткого правління його онука Ян Туна.

## Короткі відомості
Власним іменем імператора Ян було Ян Їн. За порадою ворожбита його батько змінив ім'я сина на Ян Гуан. Після заснування династії Суй в 581 році Ян зайняв посаду принца Цзінь. У 588 році він був призначений командиром 5 армій, які вторглися у південну державу династії Чень і завоювали її. Військові успіхи Яна Гуана і поразки його старшого брата Ян Йона уможливили проголошення першого крон-принцом. У 604 році батько обох братів помер за загадкових обставин і Ян Гуан зійшов на престол під іменем імператора Яна.
Імператор Ян правив з 604 по 617 роки і завершив багато великих інженерних проектів, зокрема будівництво Великого каналу руками 2 мільйонів робітників. Він сприяв реконструкції Великого китайського муру, що забрало життя 6 мільйонів осіб. В часи його правління 8 мільйонів китайців були задіяні на відбудовах імператорських палаців, доріг, військової техніки і кораблів.
Монарх намагався розширяти кордони своєї імперії, але робив це невдало. Завоювання південної в'єтнамської держави Чампа 605 року провалилося через втрату армії, яку знищила малярія, а три невдалі кампанії проти корейської держави Когурьо у 612–614 рокох виснажили китайську скарбницю і спричинили загибель трьох мільйонів китайських солдат.
Надмірні будівничі плани та зовнішньополітичні амбіції Імператора Яна викликали народне повстання у Північному Китаї. Монарх спробував врятуватися на півдні, але у 617 році був задушений своїм генералом Юйвенем Хуацзі. Невдала політика правителя коштувала життя не лише йому самому, але і його династії, яка припинила існування в 618 році.
В китайській історіографії та літературі Імператор Ян зображається як один з найбільших тиранів в історії Китаю.